# 알렉산드르 자몰롯치코프
알렉산드르 보리소비치 자몰롯치코프(러시아어: Алекса́ндр Бори́сович Замоло́дчиков, 1952년 9월 18일 ~ )는 러시아의 물리학자다. 끈 이론 및 응집물질물리학에 기여하였다. 2차원 등각 장론의 창시자 가운데 하나다.

## 생애
러시아 두브나 근처 노보이반코보(Ново-Иванково) (오늘날 두브나의 일부)에서 태어났다. 1975년 핵공학으로 모스크바 공과대학교(피즈테흐, Физтех)에서 석사 학위를 받았고, 1978년 이론 및 실험 물리학 연구소(ИТЕП)에서 박사 학위를 받았다. 그 뒤 란다우 이론물리학 연구소(Институт теоретической физики им. Л. Д. Ландау)에서 연구원으로 있었다. 1990년 미국 럿거스 대학교로 옮겼다. 2016년부터 뉴욕주립대학교 스토니브룩 물리천문학부 및 양전닝 이론물리학 연구소 소속으로 초대 양전닝/웨이 덩(Wei Deng) 석좌교수를 맡고 있다.
자몰롯치코프의 쌍둥이 동생 알렉세이 자몰롯치코프(러시아어: Алексей Борисович Замолодчиков) 또한 유명한 물리학자다.

## 같이 보기
- C-정리
- 티링 모형
- W-대수